# Charlot déménageur
Pour plus de détails, voir Fiche technique et Distribution.
Charlot déménageur (His Musical Career, aussi connu sous le titre Musical Tramp)  est une comédie burlesque américaine de et avec Charlie Chaplin, sortie le 7 novembre 1914.

## Synopsis
Charlot se fait embaucher par un vendeur de piano. La tâche du jour pour lui et son collègue Mike consiste à livrer un piano chez un riche particulier, et en reprendre un autre chez un professeur de piano qui ne parvient pas à rembourser les traites.
La faiblesse de Charlot l'empêche de travailler correctement, et est la cause de chamailleries permanentes entre lui et Mike. Lors de la livraison, les déménageurs se trompent : le piano est livré au mauvais payeur, et le riche client est dépossédé de son bien. Lorsque celui-ci s'en aperçoit, il tente de s'interposer. Mais Charlot et Mike pensent bien faire, et s'en vont en courant avec le piano. Ils arrivent alors dans une rue très pentue. Monté sur roulettes, le piano commence à dévaler la pente, et entraîne les deux déménageurs dans le lac.

## Fiche technique
- Titre original : His Musical Career
- Titre français : Charlot déménageur
- Réalisation : Charlie Chaplin
- Scénario : Charlie Chaplin (non crédité)
- Photographie : Frank D. Williams
- Montage : Charlie Chaplin (non crédité)
- Production : Mack Sennett
- Société de production : Keystone
- Sociétés de distribution : Mutual Film (1914)
- Pays d’origine :  États-Unis
- Langue : titres en anglais
- Format : Noir et blanc - 35 mm - 1,33:1  -  Muet
- Genre : comédie
- Durée : 16 minutes - une bobine (300 mètres)
- Date de sortie : 
  - États-Unis : 7 novembre 1914
- Licence : Domaine public

## Distribution
- Charlie Chaplin : Charlot
- Mack Swain : Mike, son collègue
- Charley Chase : le gérant du magasin de piano
- Fritz Schade : Mr. Rich
- Frank Hayes : Mr. Poor
- Cecile Arnold : Mrs. Rich
- Helen Carruthers : Miss Poor (non créditée)
- Billy Gilbert : un vendeur du magasin de piano (non crédité)
- William Hauber : valet (non crédité)
- Alice Howell : une femme (non créditée)